# Tevfik Yüce
Tevfik Yüce (ur. 30 listopada 1926, zm. 4 stycznia 2005 w Bursie) – turecki zapaśnik walczący w stylu wolnym. Olimpijczyk z Helsinek 1952, gdzie odpadł w eliminacjach w kategorii do 67 kg.
Brązowy medalista mistrzostw świata w 1950; czwarty w 1953. Mistrz igrzysk śródziemnomorskich w 1951 i trzeci w 1955  roku.